# Кайова (округ, Канзас)
Шаблон:StateAbbr_ 37°34′00″ пн. ш. 99°17′00″ зх. д. / 37.5667° пн. ш. 99.2833° зх. д.
Округ Кайова (англ. Kiowa County) — округ (графство) у штаті Канзас, США. Ідентифікатор округу 20097.

## Історія
Округ утворений 1867 року.

## Демографія
За даними перепису 
2000 року 
загальне населення округу становило 3278 осіб, усе сільське.
Серед мешканців округу чоловіків було 1608, а жінок — 1670. В окрузі було 1365 домогосподарств, 924 родин, які мешкали в 1643 будинках.
Середній розмір родини становив 2,89.
Віковий розподіл населення поданий у таблиці:
| Стать    | До 15 років | 15-21 | 22-29 | 30-39 | 40-49 | 50-65 | 65-85 | Понад 85 |
| -------- | ----------- | ----- | ----- | ----- | ----- | ----- | ----- | -------- |
| Чоловіки | 323         | 166   | 125   | 163   | 257   | 272   | 271   | 31       |
| Жінки    | 312         | 156   | 116   | 180   | 229   | 280   | 328   | 69       |

## Суміжні округи
- Едвардс — північ
- Претт — схід
- Барбер — південний схід
- Команчі — південь
- Кларк — південний захід
- Форд — захід

## Виноски
1. ↑  U.S. Decennial Census. United States Census Bureau. Архів оригіналу за 26 квітня 2015. Процитовано 26 липня 2014.
2. ↑  Historical Census Browser. University of Virginia Library. Архів оригіналу за 12 грудня 2009. Процитовано 26 липня 2014.
3. ↑  Population of Counties by Decennial Census: 1900 to 1990. United States Census Bureau. Архів оригіналу за 5 червня 2019. Процитовано 26 липня 2014.
4. ↑  Census 2000 PHC-T-4. Ranking Tables for Counties: 1990 and 2000 (PDF). United States Census Bureau. Архів оригіналу (PDF) за 18 грудня 2014. Процитовано 26 липня 2014.
5. ↑  State & County QuickFacts. United States Census Bureau. Архів оригіналу за 6 серпня 2011. Процитовано 26 липня 2014.(англ.) Наведено за англійською вікіпедією.
6. ↑  American FactFinder. Бюро перепису населення США. Архів оригіналу за 29 липня 2011. Процитовано 31 січня 2008.

| США | Це незавершена стаття з географії США. Ви можете допомогти проєкту, виправивши або дописавши її. |